# Joho (Sukoharjo)
Joho is een bestuurslaag in het regentschap Sukoharjo van de provincie Midden-Java, Indonesië. Joho telt 8513 inwoners (volkstelling 2010).